# Wayne Black
Wayne Hamilton Black (Harare, 14 de noviembre de 1973) es un tenista profesional de Zimbabue. Es hermano menor de Byron Black y mayor de Cara Black, otros dos jugadores de tenis que destacaron a nivel profesional.
Es un destacado jugador de dobles, habiendo ganado dos títulos de Grand Slam en varones y 18 títulos en total, 14 de ellos con su compatriota Kevin Ullyett.

## Torneos de Grand Slam

### Campeón dobles (2)
| Año  | Torneo               | Pareja        | Oponentes en la final       | Resultado       |
| 2001 | US Open              | Kevin Ullyett | Donald Johnson Jared Palmer | 7-6(11) 2-6 6-3 |
| 2005 | Abierto de Australia | Kevin Ullyett | Bob Bryan Mike Bryan        | 6-4 6-4         |

### Finalista Dobles (1)
| Año  | Torneo               | Pareja          | Oponentes en la final     | Resultado             |
| 2001 | Abierto de Australia | Andrew Kratzman | Ellis Ferreira Rick Leach | 4-6 6-3 3-6 6-3 16-18 |

### Campeón dobles mixto (1)
| Año  | Torneo        | Pareja     | Oponentes en la final        | Resultado      |
| 2002 | Roland Garros | Cara Black | Elena Bovina Mark Knowles    | 6-3 6-3        |
| 2004 | Wimbledon     | Cara Black | Alicia Molik Todd Woodbridge | 3-6 7-6(8) 6-4 |

## Títulos (18)

### Dobles (18)
| Leyenda                |
| Grand Slam (2)         |
| Tennis Masters Cup (0) |
| ATP Masters Series (5) |
| ATP Tour (11)          |

| N.º | Fecha                   | Torneo               | Superficie    | Pareja        | Oponentes en la final               | Resultado       |
| --- | ----------------------- | -------------------- | ------------- | ------------- | ----------------------------------- | --------------- |
| 1.  | 8 de febrero de 1999    | Dubái                | Dura          | Sandon Stolle | David Adams John-Laffnie de Jager   | 4-6 6-1 6-4     |
| 2.  | 8 de marzo de 1999      | Indian Wells         | Dura          | Sandon Stolle | Ellis Ferreira Rick Leach           | 7-6(4) 6-3      |
| 3.  | 15 de marzo de 1999     | Miami                | Dura          | Sandon Stolle | Boris Becker Jan-Michael Gambill    | 6-1 6-1         |
| 4.  | 2 de octubre de 2000    | Hong Kong            | Dura          | Kevin Ullyett | Dominik Hrbatý David Prinosil       | 6-1 6-2         |
| 5.  | 1 de enero de 2001      | Chennai              | Dura          | Byron Black   | Barry Cowan Mose Navarra            | 6-4 6-3         |
| 6.  | 12 de febrero de 2001   | Copenhague           | Dura          | Kevin Ullyett | Jiri Novak David Rikl               | 6-3 6-3         |
| 7.  | 27 de agosto de 2001    | US Open              | Dura          | Kevin Ullyett | Donald Johnson Jared Palmer         | 7-6(11) 2-6 6-3 |
| 8.  | 31 de diciembre de 2001 | Adelaida             | Dura          | Kevin Ullyett | Bob Bryan Mike Bryan                | 7-5 6-2 7-5     |
| 9.  | 25 de febrero de 2002   | San José             | Dura          | Kevin Ullyett | John-Laffnie de Jager Robbie Koenig | 6-3 4-6 10-5    |
| 10. | 10 de junio de 2002     | Queen's Club         | Césped        | Kevin Ullyett | Mahesh Bhupathi Max Mirnyi          | 7-5 6-3         |
| 11. | 12 de agosto de 2002    | Washington           | Dura          | Kevin Ullyett | Bob Bryan Mike Bryan                | 3-6 6-3 7-5     |
| 12. | 7 de octubre de 2002    | Lyon                 | Dura          | Kevin Ullyett | Mark Knowles Daniel Nestor          | 6-4 3-6 7-6(3)  |
| 13. | 21 de octubre de 2002   | Estocolmo            | Dura          | Kevin Ullyett | Wayne Arthurs Paul Hanley           | 6-4 2-6 7-6(4)  |
| 14. | 28 de abril de 2003     | Múnich               | Tierra batida | Kevin Ullyett | Joshua Eagle Jared Palmer           | 6-3 7-5         |
| 15. | 22 de marzo de 2004     | Miami                | Dura          | Kevin Ullyett | Jonas Björkman Todd Woodbridge      | 6-2 7-6(12)     |
| 16. | 10 de mayo de 2004      | Hamburgo             | Dura          | Kevin Ullyett | Bob Bryan Mike Bryan                | 6-4 6-2         |
| 17. | 17 de enero de 2005     | Abierto de Australia | Dura          | Kevin Ullyett | Bob Bryan Mike Bryan                | 6-4 6-4         |
| 18. | 8 de agosto de 2005     | Toronto              | Dura          | Kevin Ullyett | Jonathan Erlich Andy Ram            | 6-7(5) 6-3 6-0  |

### Finalista en dobles (torneos destacados)
- 2000: Abierto de Australia (con Andrew Kratzmann)
- 2002: Masters de Roma (con Kevin Ullyett)
- 2003: Masters de Madrid (con Kevin Ullyett)
- 2004: Masters de Indian Wells (con Kevin Ullyett)
- 2004: Masters de París (con Kevin Ullyett)
- 2004: Tennis Masters Cup Houston (con Kevin Ullyett)
- 2005: Masters de Miami (con Kevin Ullyett)
- 2005: Masters de Cincinnati (con Kevin Ullyett)